# 广州市 (中华人民共和国直辖市)
广州市，中华人民共和国已撤銷的直辖市。
1949年10月，广东战役后，解放军攻占广州市。21日，成立解放军广州市军事管制委员会；28日，成立广州市人民政府。为中央人民政府直辖市。当時，中國大陸共設有12個直轄市，除北京、天津外，广州等市后来皆為大行政區代管。
1950年，廣州改由中南軍政委員會領導，並調整行政區劃，將28個區合併為16個。
1953年3月，由于大行政区委员会不再是一级政权，依照政务院的决定，广州市与其它大行政区直辖市一样，改称中央直辖市，但仍由中南行政委员会领导。
1954年6月19日，中央人民政府委员会通过《关于撤销大区一级机构和合并若干省市建制的决定》，撤销中南行政委员会后，广州併入廣東省建制，改為省轄市。

## 行政区划
廣州市劃分為28個區，分別是：
- 城區：逢源區、黃沙區、西禪區、長壽區、沙面區、陳塘區、太平區、惠福區、靖海區、小北區、德宣區、西山區、東堤區、漢民區、前鑑區、大東區、東山區、洪德區、蒙聖區、海幢區
- 水上區：珠江區
- 郊區：南岸區、沙河區、芳村區、石牌區、新洲區、瀝滘區、三元里區[3]（一說「三元區」[4]）

## 备注
1. ↑  12個直轄市分別為：南京、上海、武汉、鞍山、撫順、瀋陽、本溪、西安、北京、天津、重慶、廣州。